# Magere Zeiten – Der Film mit dem Schwein
Magere Zeiten – Der Film mit dem Schwein (Originaltitel: A Private Function) ist eine britische Satire-Komödie aus dem Jahr 1984. Regie führte Malcolm Mowbray. In den Hauptrollen agieren Michael Palin und Maggie Smith.

## Handlung
In einer nordenglischen Stadt wollen im Jahr 1947 einige Geschäftsleute eine Feier anlässlich der Trauung von Prinz Philip und Prinzessin Elizabeth II. veranstalten, doch sind die Lebensmittel nach dem Krieg noch rationiert. Daher bringen sie illegalerweise ein von ihnen gemästetes Schwein zum Veranstaltungsort. Als der arme Fußpfleger Gilbert Chilvers dahinterkommt, stachelt ihn seine Frau Joyce an, das Schwein zu stehlen, da sie sich dadurch mehr gesellschaftliches Ansehen erhofft. Um den Fall aufzuklären, wird ein Lebensmittelinspektor in die Stadt geschickt, der das versteckte Schwein aber wegen seines fehlenden Geruchssinns nicht bemerkt. Joyce drängt ihren Mann, das Tier zu schlachten, dieser bringt es aber nicht übers Herz und schließlich tauchen die Geschäftsleute in Gilberts Wohnung auf. Aufgrund einiger Missverständnisse mit Joyce’ alter Mutter erfährt das Ehepaar, dass die geplante Schweineschlachtung illegal ist und kann die Geschäftsleute so erpressen, an der Party teilnehmen zu dürfen – dadurch findet Joyce ihren Anschluss an die feine Gesellschaft. Der Film endet damit, dass sich Gilbert und ein weichherziger Geschäftsmann ein neues Ferkel zulegen.

## Produktion
Der Film stellte Malcolm Mowbrays Regiedebüt dar. Für die Dreharbeiten wurden drei verschiedene Schweine verwendet. Ann Wingate war als Produktionsmanagerin am Film beteiligt. Der Film wurde im Jahre 1984 gedreht und im November desselben Jahres in England uraufgeführt.

## Kritiken
Das Lexikon des internationalen Films sah eine „Komödie, die in einer Mischung aus trockenem englischem Witz und bösem, ätzendem Humor kleinbürgerliche Traumwelten karikiert“ und dabei für „vergnügliche, turbulente ‚schwarze‘ Unterhaltung“ sorge.
Prisma meinte, dass „Regiedebütant Malcolm Mowbray […] mit dieser authentischen Geschichte über die ärmlichen Nachkriegsjahre, in denen ein nicht deklariertes Schwein in einem Dorf für allerlei Verwirrung sorgt, eine wunderbare Mischung aus englischem Humor und bitterböser schwarzer Komödie“ gelungen sei. Bemerkenswert seien auch „die vielen Details am Rande“, die „königliche Unterhaltung“ böten.